# Il labirinto degli spiriti
Il labirinto degli spiriti (El Laberinto de los Espíritus) è un'opera dello scrittore spagnolo Carlos Ruiz Zafón pubblicata nel novembre 2016. È l'ultimo libro della tetralogia del Cimitero dei Libri Dimenticati, che ha avuto inizio nel 2001 con L'ombra del vento e continuato nel 2008 con Il gioco dell'Angelo e nel 2011 con Il prigioniero del cielo.

## Trama
(Carlos Ruiz Zafón, Il labirinto degli spiriti, Mondadori, 2016, p. 11)
1959, tra Madrid e Barcellona. Alicia Gris è una giovane investigatrice del servizio segreto del regime franchista dal passato tenebroso e con una personalità cinica e solitaria. Il suo superiore, Leandro Montalvo, le chiede aiuto per un ultimo caso per la cui risoluzione – le promette – le consentirà per sempre di abbandonare il mestiere. Si trovano dunque a lavorare al mistero della scomparsa del ministro Mauricio Valls, personaggio legato alle vicende dei Sempere e degli scrittori "maledetti" David Martín e Víctor Mataix, prigionieri di Valls assieme a Fermín e al suo compagno di cella Sebastián Salgado nel tenebroso castello di Montjuïc poco dopo la fine della guerra civile.
Mentre vengono gradualmente svelati dettagli sul passato della donna, che si rivela essere una vecchia conoscenza di Fermín, il percorso seguito da Alicia per risolvere lo strano intrigo si intreccia con la vita della famiglia Sempere, permettendo di delineare aspetti poco chiari del passato, come le travagliate vite di Martín e di Isabella Gispert, madre di Daniel Sempere, prematuramente scomparsa.
A fare da principale sfondo è nuovamente la città di Barcellona, descritta in maniera cruda e spietata, della quale emerge anche il racconto politico e bellicoso nei ricorrenti flashback.
Nel finale, con un'abile azione metaletteraria, viene svelato che Julián Sempere (figlio di Daniel e Beatriz), con un pesante editing del ritrovato Julián Carax, scrisse quattro romanzi di un ciclo intitolato Il Cimitero dei libri dimenticati, uscito nel 1992, in cui compariva il solo Carax come autore.
(Carlos Ruiz Zafón, Il labirinto degli spiriti, Mondadori, 2017, p. 759)

## Personaggi
- Alicia Gris: anima dell'intero romanzo. Apparentemente donna cinica e fredda, il suo personaggio appare affascinate e misterioso. Legata a Fermín sin dall'infanzia, le viene affidata una missione intricata, filo conduttore della vicenda. In un certo senso Gris rappresenta l'antitesi stessa di Beatriz.
- Daniel Sempere: personaggio principale sul quale ruota l'intera tetralogia del Cimitero dei libri dimenticati. Lo ritroviamo in piena età adulta, assieme ai suoi affetti più cari, alla guida della libreria di famiglia.
- Beatriz Sempere Aguilar: moglie di Daniel, chiamata sempre Bea, aiuta il marito nella gestione della libreria e lo affianca in difficili scelte.
- Julián Sempere: figlio di Daniel e Bea, crescerà fra le pagine del libro fino a diventare uomo. Le ultime pagine del romanzo e della tetralogia hanno lui come protagonista.
- Fermín Romero De Torres: personaggio fondamentale dell'intera tetralogia, è il miglior amico di Daniel. Nel finale gli sarà concesso un compito di grande onore.
- Mauricio Valls: ex direttore della prigione di Montjuïc incontrato già ne Il prigioniero del cielo, è diventato ormai un potente e rinomato uomo di Stato, vicino al regime franchista. La sua figura e il suo ruolo rappresentano il punto da cui si diparte l'intreccio narrativo costruito dall'autore.
- Vargas: capitano di polizia, assiste Alicia Gris nelle sue indagini. Nel corso della narrazione si svilupperà un rapporto di vera stima fra di loro.
- Leandro Montalvo: appartenente alle forze dell'ordine franchiste, è il diretto superiore di Alicia, che è da egli vista come la sua migliore creazione. Proprio verso la protagonista presenta ambigui sentimenti: da un lato mostra un volto quasi paterno, ma dall'altro desidera incatenarla a sé per evitare che si distacchi.
- Fernandito: adolescente innamorato di Alicia, l'aiuterà in diverse occasioni.